# Tom Wopat

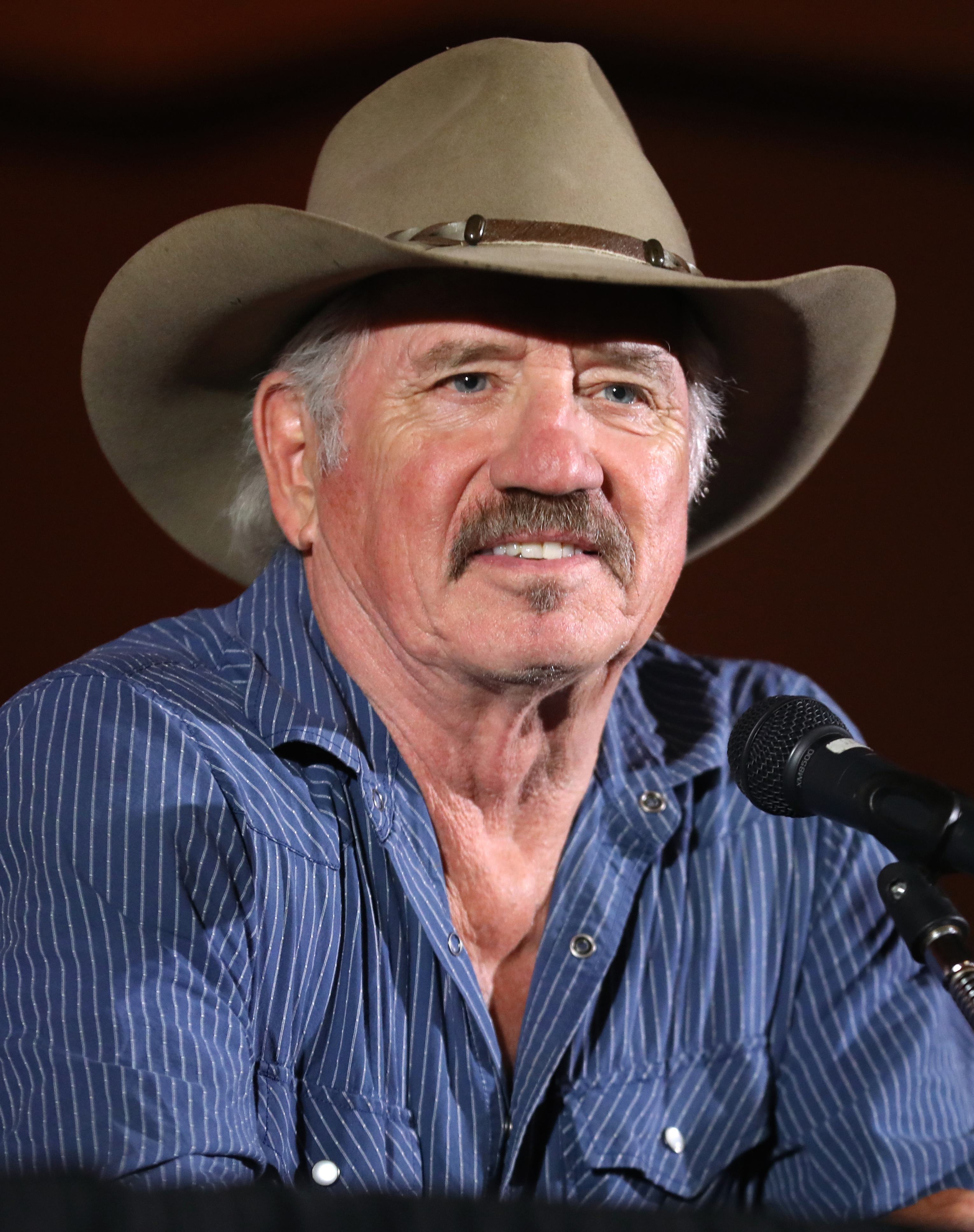
Tom Wopat (2024)

Tom Wopat (* 9. September 1951 in Lodi, Wisconsin) ist ein US-amerikanischer Schauspieler und Sänger. 

## Leben und Karriere
Wopat spielte von 1979 bis 1982 sowie von 1983 bis 1985 den Luke Duke in der Serie Ein Duke kommt selten allein. Diese Sitcom machte ihn erstmals bekannt. In der Sitcom Cybill spielte er Jeff, einen von Cybill Sheridans Ex-Ehemännern. Mittlerweile ist er erfolgreich am Broadway als Schauspieler tätig. Daneben nahm er als Sänger im Bereich der Countrymusik mehrere Platten auf.
In zwei Folgen der Serie Hör mal, wer da hämmert ist Wopat als Ian, der Granitheini zu sehen und in der Serie Smallville Staffel 5 Folge 6 spielte er Jonathan Kents Jugendfreund Senator Jack Jennings – Jonathan Kent wiederum wurde in der Serie von John Schneider, dem Darsteller des Bo Duke aus Ein Duke kommt selten allein gespielt. 2012 hatte er einen kurzen Auftritt in Quentin Tarantinos Django Unchained als U.S. Marshal Gill Tatum. In der von Kritikern gelobten Serie Longmire spielte Wopat in einer wiederkehrenden Nebenrolle Sheriff Jim Wilkins, den obersten Gesetzeshüter des Nachbarkreises.
Im Jahr 2017 soll Wopat Kokain konsumiert und Kolleginnen bedrängt haben. Wegen sexueller Belästigung wurde er 2018 zu einem Jahr Haft auf Bewährung verurteilt.

## Filmografie (Auswahl)
- 1979–1985: Ein Duke kommt selten allein (The Dukes of Hazzard; Fernsehserie, 128 Folgen)
- 1980: Fantasy Island (Fernsehserie, Folge Flying Aces/The Mermaid Returns)
- 1983: The Dukes (Fernsehserie, sieben Folgen)
- 1987: Und plötzlich war Weihnachten (Christmas Comes to Willow Creek; Fernsehfilm)
- 1989–1995: A Peaceable Kingdom (Fernsehserie, zwölf Folgen)
- 1995–1998: Cybill (Fernsehserie, 22 Folgen)
- 1996: Mord ist ihr Hobby (Murder, She Wrote; Fernsehserie, Folge Kendo Killing)
- 1997: Ein Duke kommt selten allein – Familientreffen der Chaoten (The Dukes of Hazzard: Reunion!; Fernsehfilm)
- 1997/1998: Hör mal, wer da hämmert (Home Improvement; Fernsehserie, zwei Folgen)
- 1998: Meteoriten! (Meteorites!; Fernsehfilm)
- 2000: Ein Duke kommt selten allein – Hillbillies in Hollywood (The Dukes of Hazzard – Hazzard in Hollywood; Fernsehfilm)
- 2006: Bonneville
- 2008: Killerameisen (The Hive; Fernsehfilm)
- 2010: Jonah Hex
- 2010: Main Street
- 2012: Django Unchained
- 2012–2017: Longmire (Fernsehserie, sechs Folgen)
- 2013: Für immer jung (Lovestruck: The Musical; Fernsehfilm)
- 2016: Fair Haven
- 2017: County Line
- 2020: The Blacklist (Fernsehserie, Folge Roy Cain (No. 150))